# Jack Welpott
Jack Warren Welpott, ou plus simplement Jack Welpott (né le 27 avril 1923 à Kansas City, dans le Kansas et mort le 24 novembre 2007  à Greenbrae, dans le comté de Marin, Californie) est un photographe américain connu pour ses photographies de paysage, ses images documentaires et ses études de nus féminins, qui enseigna la photographie pendant de nombreuses années à l'université de l'Indiana à Bloomington.

## Biographie
Né à Kansas City, Jack Welpott est le plus jeune des trois fils du couple Ray C. Welpott et Delores Davenroy, originaire de Saint-Louis, dans le Missouri. Il passe son enfance à Saint-Louis et à Sedalia. En 1933, sa famille s'installe à Bloomington, dans l'Indiana. Après ses études dans les écoles primaires et secondaires du Missouri, de l'Illinois et de l'Indiana, il s'inscrit à l'université d'Indiana, mais est obligé d'interrompre ses études en 1943 en raison de la guerre, et doit servir dans l'US Air Force, exerçant les fonctions de superviseur de radio dans le Pacifique Sud.
En 1971, Lucien Clergue l'invite lors des 2e Rencontres internationales de la photographie, à Arles, où il expose en même temps que son épouse Judy Dater. Il y expose à nouveau en 1976.
Dans son livre Driving to Stony Lonesome: Jack Welpott’s Indiana Photographs, 1936-1959, publié par Quarry Books en 2006 il exprime comment il conçoit le portrait en photographie : « La photographie de portrait est une expérience entre deux êtres humains, une expérience partagée avec le spectateur à travers la photographie obtenue. Si le moment était chargé d'émotion, l'image peut être personnelle et révélatrice »
Jack Welpott meurt le 24 novembre 2007 au Marin General Hospital de Greenbrae, dans le comté de Marin, en Californie, à l'âge de 84 ans.

## Expositions

### Expositions personnelles
- 1970 : Witkin Gallery, New York
- 1971 : Rencontres internationales de la photographie, Arles
- 1974 : Witkin Gallery, New York
- 1976 : Rencontres internationales de la photographie, Arles
- 1981 : The Photographers' Gallery, Londres
- 2004 : 1980s Color Polaroids (20 x 24), Barry Singer Gallery, Petaluma, Californie
- 2005 : The Photography of A Master and Two Men Mentored, Toby's Gallery, Point Reyes, Californie
- 2006 : Indiana Photographs - 1936-1959, Barry Singer Gallery, Petaluma, Californie
- 2010 : A Tribute: The Photography of Jack Welpott, Smith Andersen North, San Anselmo, Californie
- 2018 : Jack Welpott: The Indiana University Years, 1949-1959, Wells Library, Université de l'Indiana, Bloomington, Indiana[1]

### Expositions collectives
- 2003 : Selections: From Adams to Welpott, avec des photographies d'Ansel Adams, Ruth Bernhard et Jack Welpott, Barry Singer Gallery, Petaluma, Californie
- 2004 : In the Center of Things: A Tribute to Harold Jones, photographies de Wynn Bullock, Harry Callahan, Paul Caponigro, Mark Cohen, Robert Frank, Eikō Hosoe, André Kertész, Barbara Morgan, Aaron Siskind, William Eugene Smith, Jack Welpott, Minor White, etc ... Center for Creative Photography, Tucson, Arizona
- 2004 : 30 photographes américains, parmi lesquels : Ansel Adams, Diane Arbus, Harry Callahan, Robert Capa, Elliott Erwitt, Lee Friedlander, Ralph Gibson, André Kertész, William Klein, Eadweard Muybridge, Aaron Siskind, William Eugene Smith, Jack Welpott, Minor White, Garry Winogrand, etc ..., Galerie Nicole et Léon Herschtritt, Paris

## Livres
- 1976 : Judy Dater, Jack Welpott : Women and Other Visions. Morgan & Morgan, Dobbs Ferry, New York  (ISBN 978-0-87100-102-3)
- 2006 : Jack Welpott: Driving to Stony Lonesome: Jack Welpott’s Indiana Photographs, 1936-1959. Quarry Books, Bloomington, Indiana  (ISBN 978-0-25321-866-7)

## Collections
Les photographies de Jack Welpott figurent dans de nombreuses collections publiques et privées, et notamment :
- Université de l'Arizona
- Université de Princeton
- Musée d'Art moderne de San Francisco, San Francisco, Californie
- Oakland Museum}
- Bibliothèque nationale de France
- Norton Simon Museum
- Université de l'Indiana, Bloomington, Indiana
- Musée des Beaux-Arts de Houston
- Museum of Modern Art (MoMA), New York
- Whitney Museum of American Art
- Musée Réattu, Arles, France
- J. Paul Getty Museum
- Musée d'Art de Baltimore
- San Francisco De Young Museum
- George Eastman Museum
- Art Institute of Chicago
- Université de Virginie
- Graham Nash Collection